# Anastasia Kusmawan
Anastasia Kusmawan (28 gennaio 2005) è una nuotatrice artistica australiana.

## Palmarès

### Coppa del Mondo
- 3 podi:
  - 2 secondi posti (2 nella gara a squadre)
  - 1 terzo posto (1 nella gara a squadre)